# Max Schneider
Maxwell George (Max) Schneider (New York, 21 juni 1992) is een Amerikaanse acteur, singer-songwriter, danser en model. Hij is onder andere bekend van de Nickelodeon-serie How to Rock en de film Rags. Tegenwoordig is hij meer gefocust op zijn zangcarrière. Hij zingt solo, maar maakt ook onderdeel uit van een dj-duo met Ryan Siegel, zij hebben zich samen Party Pupils genoemd.

## Biografie
Max Schneider werd Joods opgevoed. Hij is opgegroeid in Woodstock, New York. Daar begon hij met acteren toen hij nog maar 3 jaar oud was, hij kreeg zijn eerste agent op 14-jarige leeftijd en in 2010 deed hij mee aan het YoungArts-programma in Miami. Daar was hij een van de twintig finalisten in de categorie theater. Uiteindelijk heeft hij deze ook gewonnen. In ditzelfde jaar figureerde hij samen met Madonna in een reclamecampagne voor het kledingmerk Dolce & Gabbana.
In 2011 speelde Schneider de rol van Zander Robbins in de televisieserie How to Rock van Nickelodeon. Voor de televisieserie Shake It Up van Disney Channel schreef hij, samen met Ben Charles, het lied Show You How To Do. In 2012 speelde hij de rol van Charlie Prince in de Nickelodeonfilm Rags, zijn eerste officiële hoofdrol.
Max heeft een YouTubekanaal waarop hij regelmatig covers plaatste van bekende artiesten. Samen met Kurt Hugo Schneider (geen familie) en Victoria Justice maakte hij een Bruno Mars-medley, een Maroon 5-medley, een Justin Timberlake-medley en een feestdagmedley. Met Kurt Hugo Schneider nam hij het album Schneider Brother covers op, dat bestaat uit covers en enkel verkrijgbaar is op iTunes.
Hij sloot een contract bij DCD2 in 2015 voor zijn zangcarrière. Zijn eerste single Nothing Without Love kwam op 21 mei 2013 uit. Een tweede single Mug Shot verscheen op 24 februari 2014. Beide nummers bereikten de Nederlandse hitlijsten niet. In 2014 verschijnt er een soloalbum van Max, onder de titel Nothing Without Love. Hij is gecontracteerd voor de rol van Van Dyke Parks in Love and Mercy, een biopic over Brian Wilson.
Zoals elke andere artiest heeft hij daarna nog meer liedjes geschreven, maar een echt grote doorbraak kwam toen hij zijn liedje Lights Down Low uitbracht. Het is zijn eigen trouwlied dat hij schreef voor Emily Cannon. Op dit lied zijn zij ook daadwerkelijk getrouwd. Hiermee belandde hij een aantal keer erg hoog in de spotifylijst en zelfs nummer 1 in de BillBoard-list voor ongeveer 2 weken. Dit lied heeft ook uiteindelijk een Gold Award gekregen in Nederland.
Max is nog steeds bezig met muziek, hij heeft het acteerwerk meer achter zich gelaten. En hij is nu zelfs de helft van het dj-duo Party Pupils met Ryan Siegel, samen maken ze verschillende remixes en eigen singles zoals, Ms. Jackson, Sax on the beach en This Is How We Do It. Hoewel Ryan een stuk ouder is dan Max zijn ze toch heel hecht met mekaar.

## Huwelijk
Max is op 3 april 2016 getrouwd met Emily Schneider. Ze hebben het goed geheim gehouden want niemand wist eigenlijk iets van de relatie tot aan de bruiloft. Daarom waren er ook maar 75 mensen op de bruiloft van de popster. Ze zijn getrouwd in de loft van Max' ouders.
Emily komt uit Engeland en ze doet veel met mode. De DustyWink shop is een winkel die ze zelf is begonnen met een aparte maar unieke stijl. De naam Wink is afgeleid van haar hondje Wink, ze hebben Wink zo genoemd omdat het hondje uit het asiel komt en niet werd gekozen vanwege zijn ene ontbrekende oog. Dus het lijkt de hele tijd of het hondje knipoogt, en knipoog is in het Engels "Wink", vandaar de naam. Emily gaat naar bijna elke show van Max en dan is natuurlijk Wink ook van de partij.

## Party Pupils
Max Schneider en Ryan Siegel zijn samen het duo Party Pupils, ze zijn niet alleen hele goede vrienden maar ze kunnen samen ook nog is heel goed muziek maken. Ze maken vele remixes van bekende liedjes maar ze maken ook hun eigen muziek, waarin Max vaak de zang regelt en Ryan de muziek er rondom heen. Hun eerste liedje was Ms. Jackson en met dit liedje hebben ze ook gelijk een hit gescoord. Party Pupils doet niet alleen aan muziek. Ze hebben samen ook al heel wat merchandise uitgebracht, en ze hebben zelfs een reclamespotje gemaakt voor hun Sax On The Beach-badhanddoek.

## Songs
| Album                       | Naam                                                        | Releasedatum      |
| --------------------------- | ----------------------------------------------------------- | ----------------- |
| The say Max 2014            | Streets of Gold                                             | 10 april 2015     |
|                             | Mug shot                                                    | 24 februari 2014  |
|                             | Darling                                                     | 13 mei 2014       |
|                             | Puppeteer                                                   | 8 mei 2014        |
|                             |                                                             |                   |
| NWL (2015)                  | Nothing Without Love                                        | 21 mei 2013       |
|                             | Puppeteer                                                   | 8 mei 2014        |
|                             | Just Friends                                                | 31 maart 2015     |
|                             | Darling                                                     | 13 mei 2014       |
|                             | Ms. Anonymous                                               | 6 oktober 2015    |
|                             | Streets of Gold                                             | 10 april 2015     |
|                             | Mug Shot                                                    | 24 februari 2014  |
|                             | Shot of Pure Gold                                           | 21 juni 2014      |
|                             | I'll Come Back For You                                      | 29 juni 2015      |
|                             | Monkey See Monkey Do                                        | 29 september 2013 |
|                             |                                                             |                   |
| Hell's Kitchen Angel (2016) | Hell's Kitchen Angell                                       | 8 april 2016      |
|                             | Gibberish (Feat. Hoodie Allen)                              | 23 maart 2015     |
|                             | Wrong (Feat. Lil Uzi Vert)                                  | 17 december 2015  |
|                             | Holla                                                       | 1 maart 2016      |
|                             | Lights Down Low                                             | 14 oktober 2016   |
|                             | 10 Victoria's Secrets Models                                | 14 juni 2016      |
|                             | Home                                                        | 7 april 2016      |
|                             | Mug Shot (Feat. Sirah)                                      | 8 april 2016      |
|                             | Basement Party                                              | 7 april 2016      |
|                             | Lost My Way                                                 | 7 april 2016      |
|                             |                                                             |                   |
| Andere liedjes              | You Want More (Feat. 3Lau)                                  | 25 november 2016  |
|                             | Pacific Coast Highway (Feat. Tw Friends)                    | 27 januari 2017   |
|                             | One More Weekend (Feat. Audien)                             | 31 maart 2017     |
|                             | Fight For You (Feat. Pluto Music)                           | 26 mei 2017       |
|                             | Do You Still Feel (Feat. Rainman)                           | 8 juli 2017       |
|                             | No Hands (Feat. BlackBear, It's Different and Forever M.C.) | 19 augustus 2017  |
|                             | Indestructible (Feat. NotYourDope)                          | 31 augustus 2017  |
|                             | Beautiful Creatures (Feat. Illenium)                        | 13 oktober 2017   |
|                             | Meteor                                                      | 3 november 2017   |
|                             | Square One (Feat. Grandtheft)                               | 5 december 2017   |
|                             | Lights Down Low (Feat. Tini)                                | 15 december 2017  |
|                             | Lonely (Feat. Matoma)                                       | 23 maart 2018     |
|                             | Team (Feat. Noah Cyrus)                                     | 11 mei 2018       |
|                             | Still New York (Feat. Joey Badass)                          | 26 juni 2018      |
|                             | Satisfied (Feat. Galantis)                                  | 14 juli 2018      |
|                             | Dear Sense (Feat. Louis The Child)                          | 10 augustus 2018  |
|                             | Blueberry Eyes (Feat. Suga of BTS                           | 15 september 2020 |

|          | Naam                                 | Releasedatum      |
| -------- | ------------------------------------ | ----------------- |
| Nummers: | Ms. Jackson                          | 26 september 2016 |
|          | Pony                                 | 26 oktober 2016   |
|          | Over and Under                       | 12 november 2017  |
|          | Patient                              | 25 mei 2017       |
|          | This Is How We Do It (Feat. Audien)  | 23 februari 2018  |
|          | Sax On The Beach                     | 1 juni 2018       |
| Remixes: | D.R.A.M - Broccoli feat. Lil Yachty  | 29 december 2016  |
|          | T Pain - I Can't Believe It          | 26 april 2017     |
|          | I Want You (Feat. Matthew John Kurz) | 17 augustus 2017  |